# Emanuel Leutze
Emanuel Leutze   (Schwäbisch Gmünd, 24 de maig de 1816 - Washington DC, 18 de juliol de 1868)) va ser un pintor d'història alemany-americà més conegut pel seu quadre de 1851 Washington Crossing the Delaware. Està associat a l'escola de pintura de Düsseldorf.

## Biografia
Leutze va néixer a Schwäbisch Gmünd, Württemberg, Alemanya. Més tard va ser portat als Estats Units quan era nen el 1825. Els seus pares es van establir primer a Fredericksburg, Virgínia, i després a Filadèlfia. El primer desenvolupament del seu talent artístic es va produir mentre atenia el llit de malalt del seu pare, quan va intentar dibuixar per ocupar les llargues hores d'espera. El seu pare va morir el 1831. Als 14 anys, pintava retrats per 5 dòlars cadascun. Amb aquest treball, es va mantenir després de la mort del seu pare. El 1834, va rebre la seva primera instrucció en art a les classes de John Rubens Smith, un retratista a Filadèlfia. Aviat es va convertir en hàbil, i va promoure un pla per publicar, a Washington, retrats d'eminents estadistas americans; tanmateix, va rebre un lleuger ànim.

### Europa
El 1840, una de les seves pintures va cridar l'atenció i li va donar diversos encàrrecs, que li van permetre assistir a la Kunstakademie Düsseldorf a la seva Alemanya natal. A causa de la seva actitud antiacadèmica, només va estudiar un any a l'acadèmia, a la classe de Director Schadow. Leutze va ser influenciat principalment pel pintor Karl Friedrich Lessing. El 1842 va anar a Múnic, estudiant les obres de Cornelius i Kaulbach, i, mentre hi havia, va acabar el seu Colom davant la reina. L'any següent va visitar Venècia i Roma, fent estudis de Ticià i Miquel Àngel. La seva primera obra, Colom davant el Concili de Salamanca (1841) va ser comprada per la Unió d'Art de Düsseldorf. Un quadre acompanyant, Columbus in Chains, li va aconseguir la medalla d'or de l'Exposició d'Art de Brussel·les, i posteriorment va ser comprat per l'Art Union de Nova York; va ser la base del segell de l'emissió colombiana de 2 dòlars de 1893. El 1845, després d'una gira per Itàlia, va tornar a Düsseldorf, es va casar amb Juliane Lottner i hi va establir la seva llar durant 14 anys.
Durant els seus anys a Düsseldorf, va ser un recurs per visitar els nord-americans: els va trobar llocs per viure i treballar, els va fer presentacions i els va donar suport emocional i fins i tot econòmic. Durant molts anys, va ser el president de l'Associació d'Artistes de Düsseldorf; el 1848, va ser un dels primers promotors de l'associació d'art " Malkasten "; i el 1857, va liderar la convocatòria d'una reunió d'artistes que va originar la fundació de l'Allgemeine deutsche Kunstgenossenschaft. Fervent partidari de les revolucions europees de 1848, Leutze va decidir pintar una imatge que animaria els reformadors liberals europeus amb l'exemple de la revolució americana. Utilitzant turistes i estudiants d'art nord-americans com a models i ajudants, Leutze va acabar una primera versió de Washington Crossing the Delaware el 1850. Just després de completar-se, la primera versió va ser danyada per un incendi al seu estudi, posteriorment restaurada i adquirida per la Kunsthalle Bremen. El 5 de setembre de 1942, durant la Segona Guerra Mundial, va ser destruïda en un bombardeig de les forces aliades. La segona pintura, una rèplica de la primera, només més gran, va ser encarregada l'any 1850 pel comerciant d'art parisenc Adolphe Goupil per a la seva filial de Nova York i exposada a Broadway l'octubre de 1851 Ara és propietat del Metropolitan Museum of Art de Nova York. El 1854, Leutze va acabar la seva representació de la batalla de Monmouth, "Washington reunint les tropes a Monmouth", encarregada per un important mecenes, el banquer David Leavitt de la ciutat de Nova York i Great Barrington, Massachusetts.

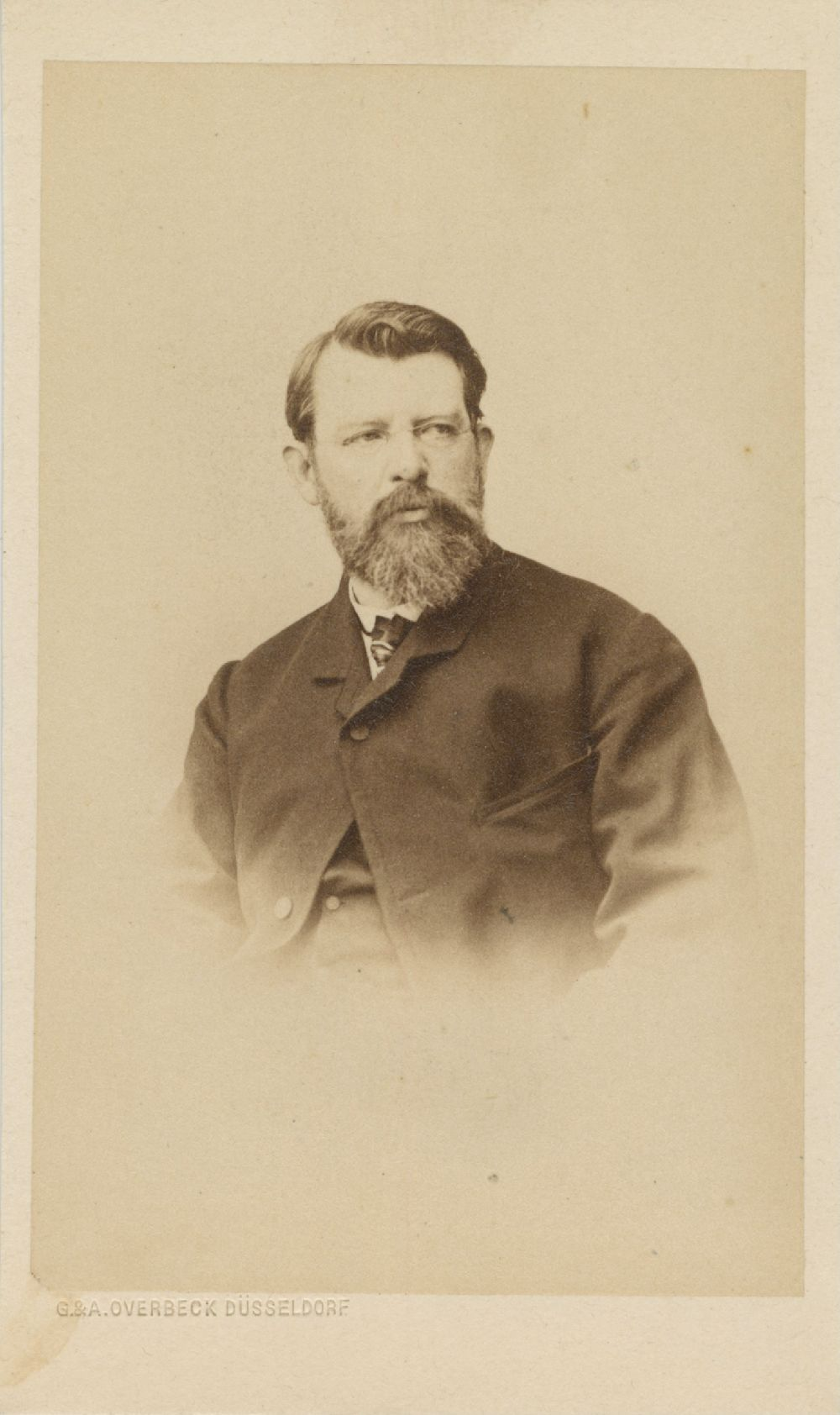
9Emanuel Leutze per G. & A. Overbeck (empresa), c. 1868

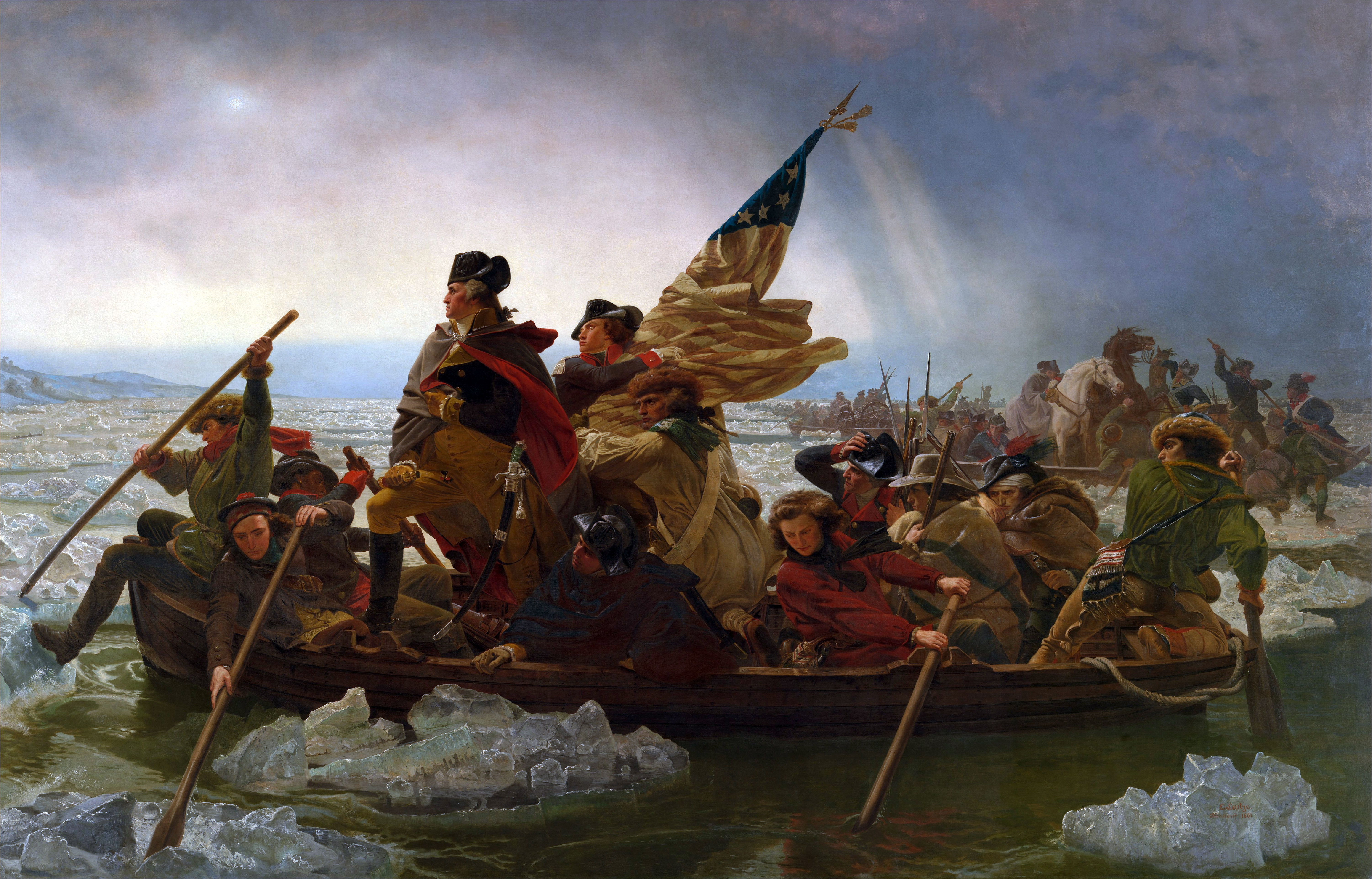
Washington Crossing the Delaware (1851)

### Nova York i Washington, DC
El 1859, Leutze va tornar als Estats Units i va obrir un estudi a la ciutat de Nova York. Va dividir el seu temps entre la ciutat de Nova York i Washington, DC El 1859, va pintar un retrat del cap de justícia Roger Brooke Taney, que es troba penjat a la Harvard Law School. En una opinió de 1992, el jutge Antonin Scalia va descriure el retrat de Taney, fet dos anys després de la infame decisió de Taney a Dred Scott v. Sandford, mostrant a Taney "de negre, assegut en una butaca vermella a l'ombra, la mà esquerra recolzada sobre un bloc de paper a la falda, la mà dreta penjant fluix, gairebé sense vida, al costat del braç interior de la cadira. S'asseu de cara a l'espectador i mira cap a fora. Sembla que hi ha a la seva cara, i als seus ulls profunds, una expressió de profunda tristesa i desil·lusió".
Leutze també va executar altres retrats, inclòs un del pintor William Morris Hunt. Aquest retrat era propietat del germà de Hunt, Leavitt Hunt, un advocat de Nova York i alguna vegada resident a Vermont, i es va mostrar en una exposició dedicada a l'obra de William Morris Hunt al Museu de Belles Arts de Boston el 1878.
El 1860 Leutze va rebre l'encàrrec del Congrés dels Estats Units de decorar una escala a l'edifici del Capitoli de Washington, DC, per a la qual va pintar una gran composició, Westward the Course of Empire Takes Its Way, que també es coneix comunament com Westward Ho!.
A la tarda, es va convertir en membre de la National Academy of Design. També va ser membre de la Union League Club de Nova York, que té una sèrie de pintures seves. Als 52 anys, va morir a Washington, DC d'un cop de calor. Va ser enterrat al cementiri de Glenwood. En el moment de la seva mort, un quadre, L'emancipació dels esclaus, estava en preparació.

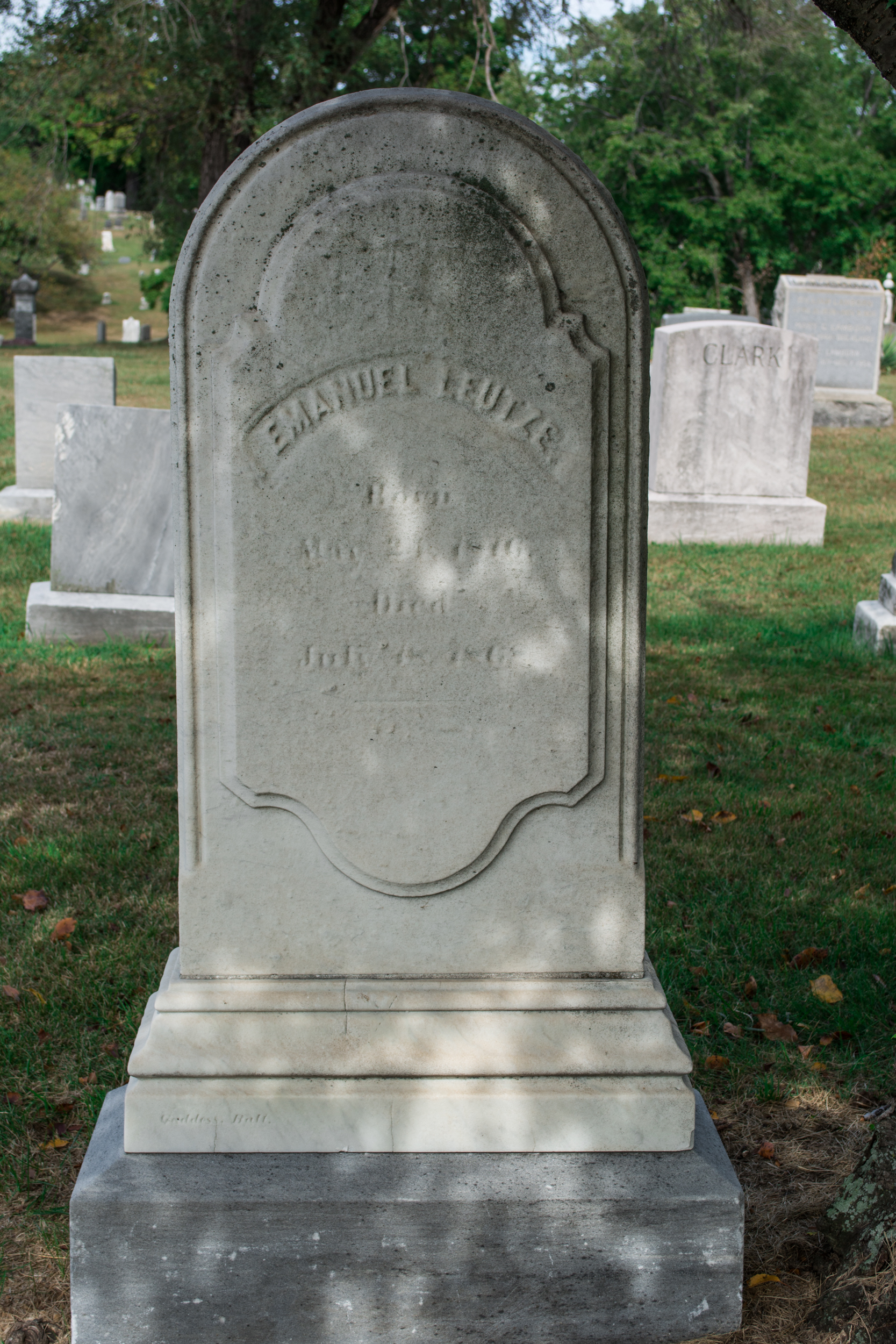
Tomba d'Emanuel Leutze al cementiri de Glenwood.

Els retrats de Leutze són coneguts per la seva qualitat artística i el seu romanticisme patriòtic. Washington Crossing the Delaware es troba fermament entre la iconografia nacional nord-americana.

## Galeria d'obres

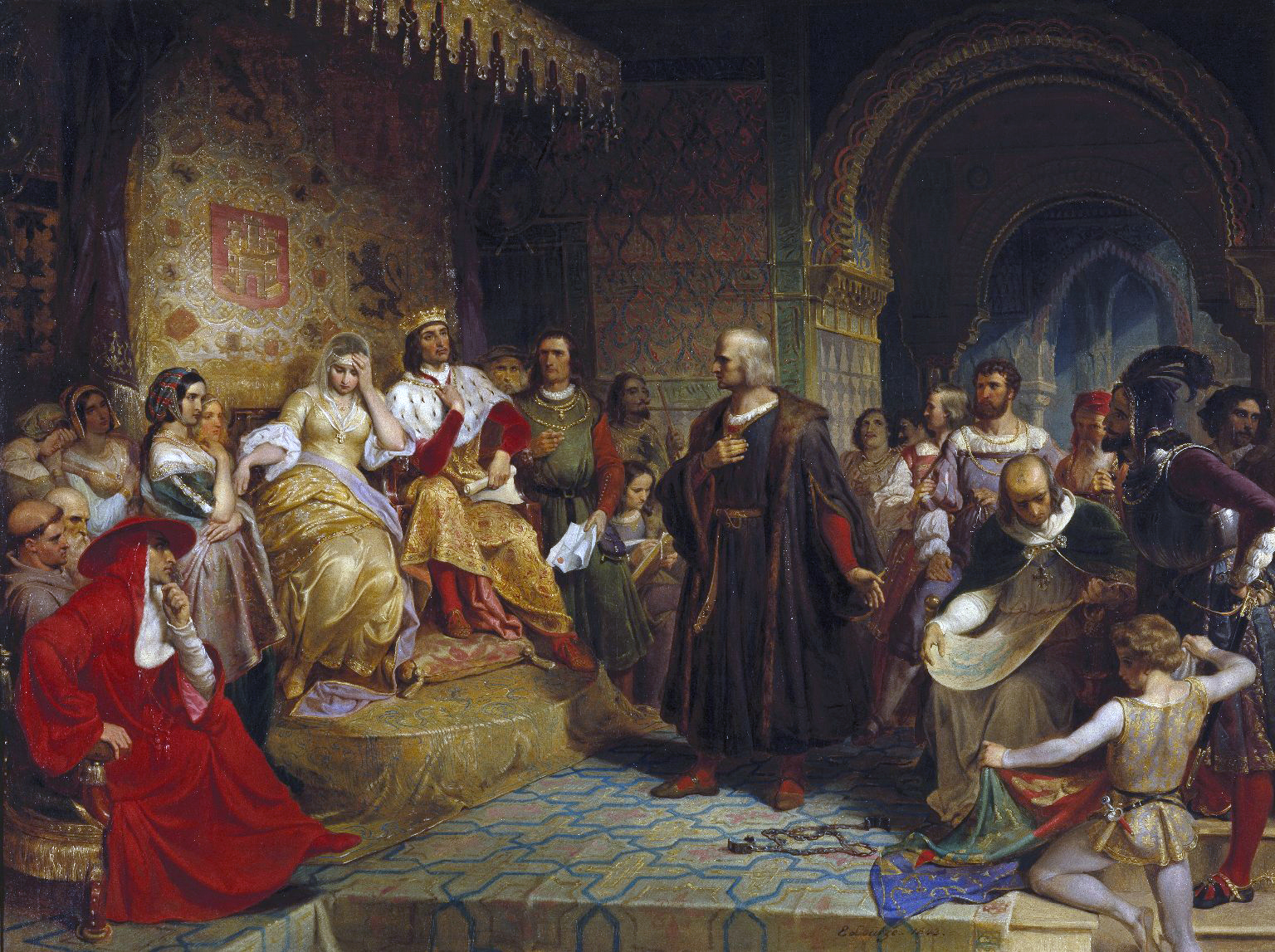
Cristofol Colom davant la reina (1843)
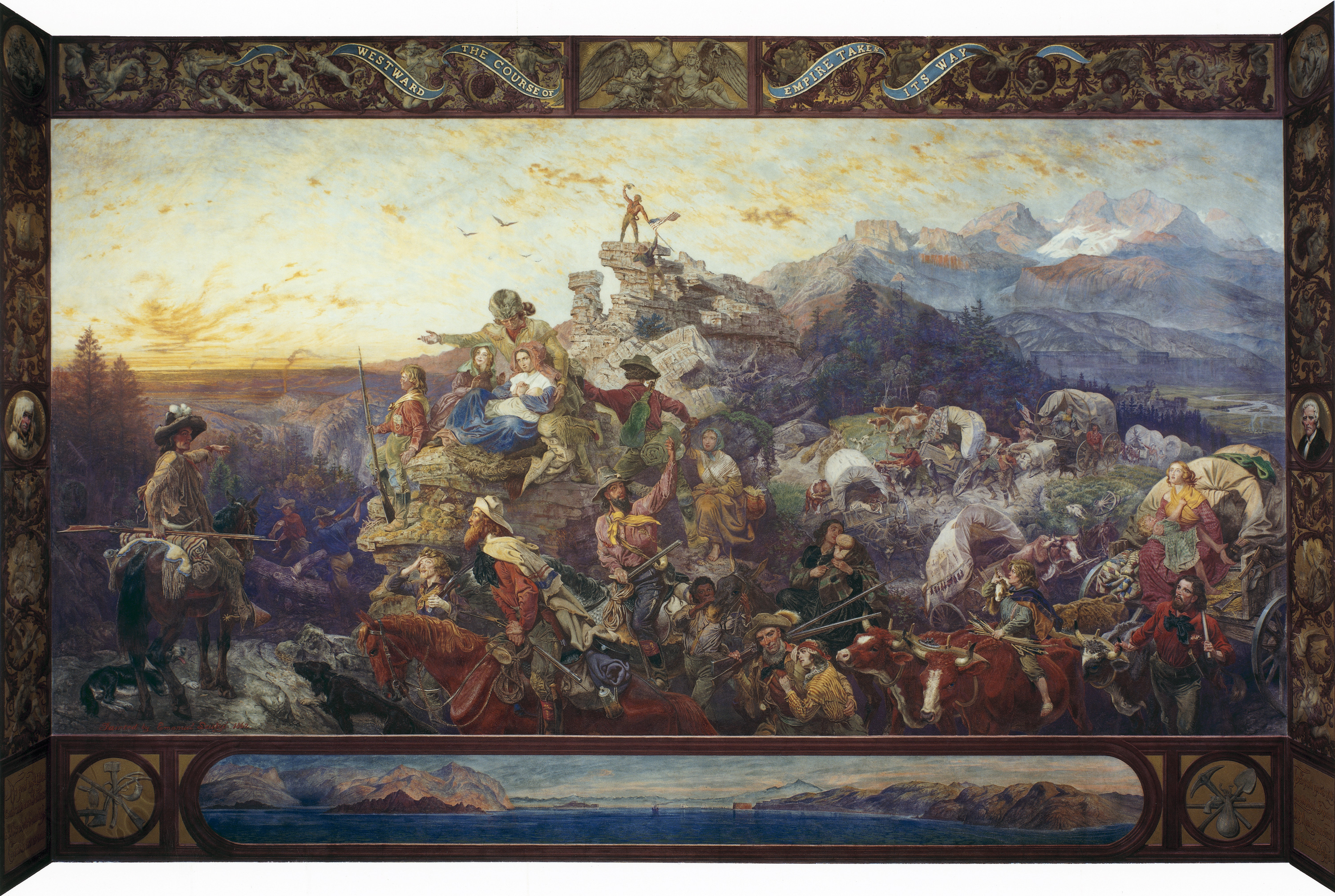
Westward the Course of Empire Takes Its Way (1860)
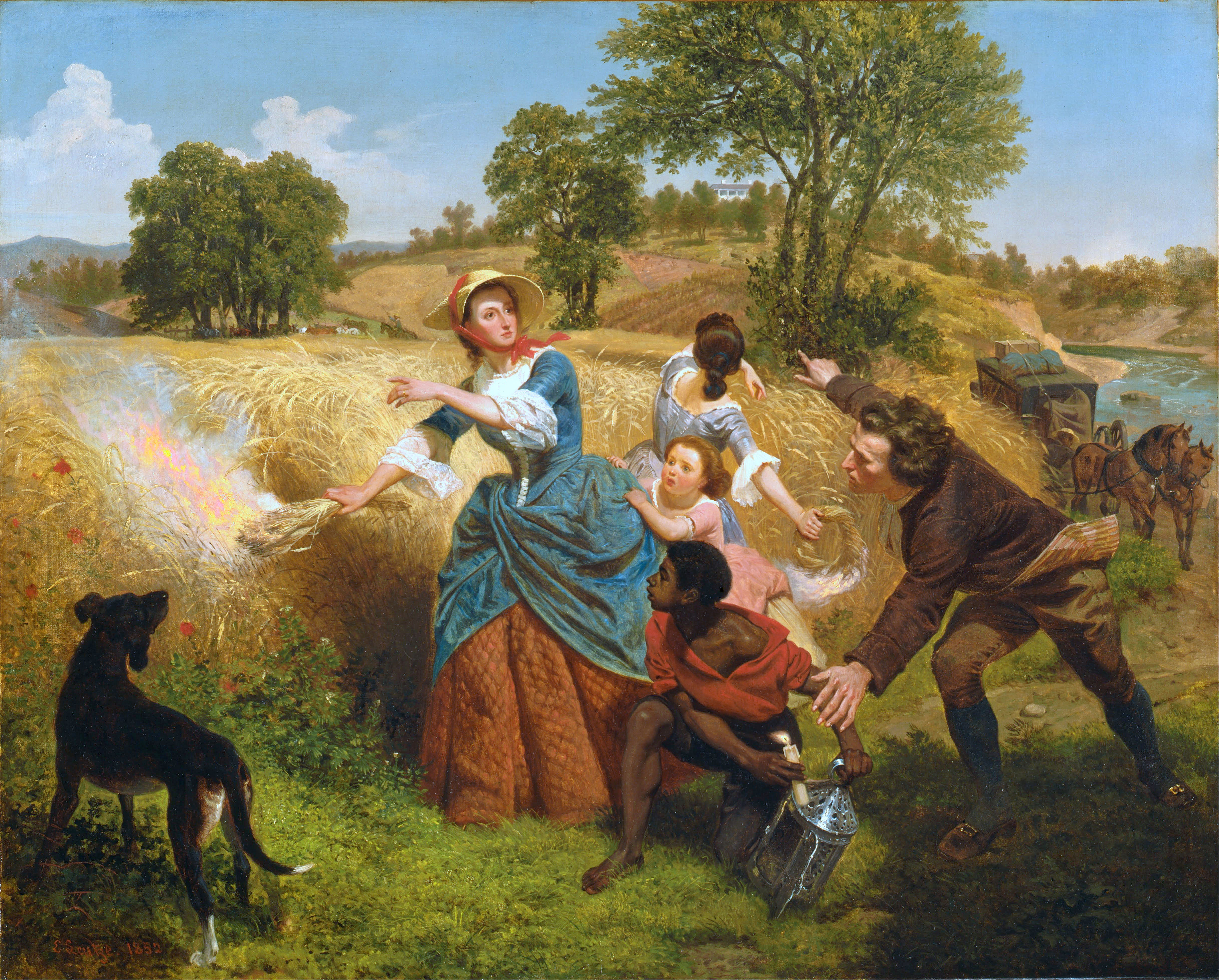
- La senyora Schuyler cremant els seus camps de blat per l'aproximació dels britànics (1852)
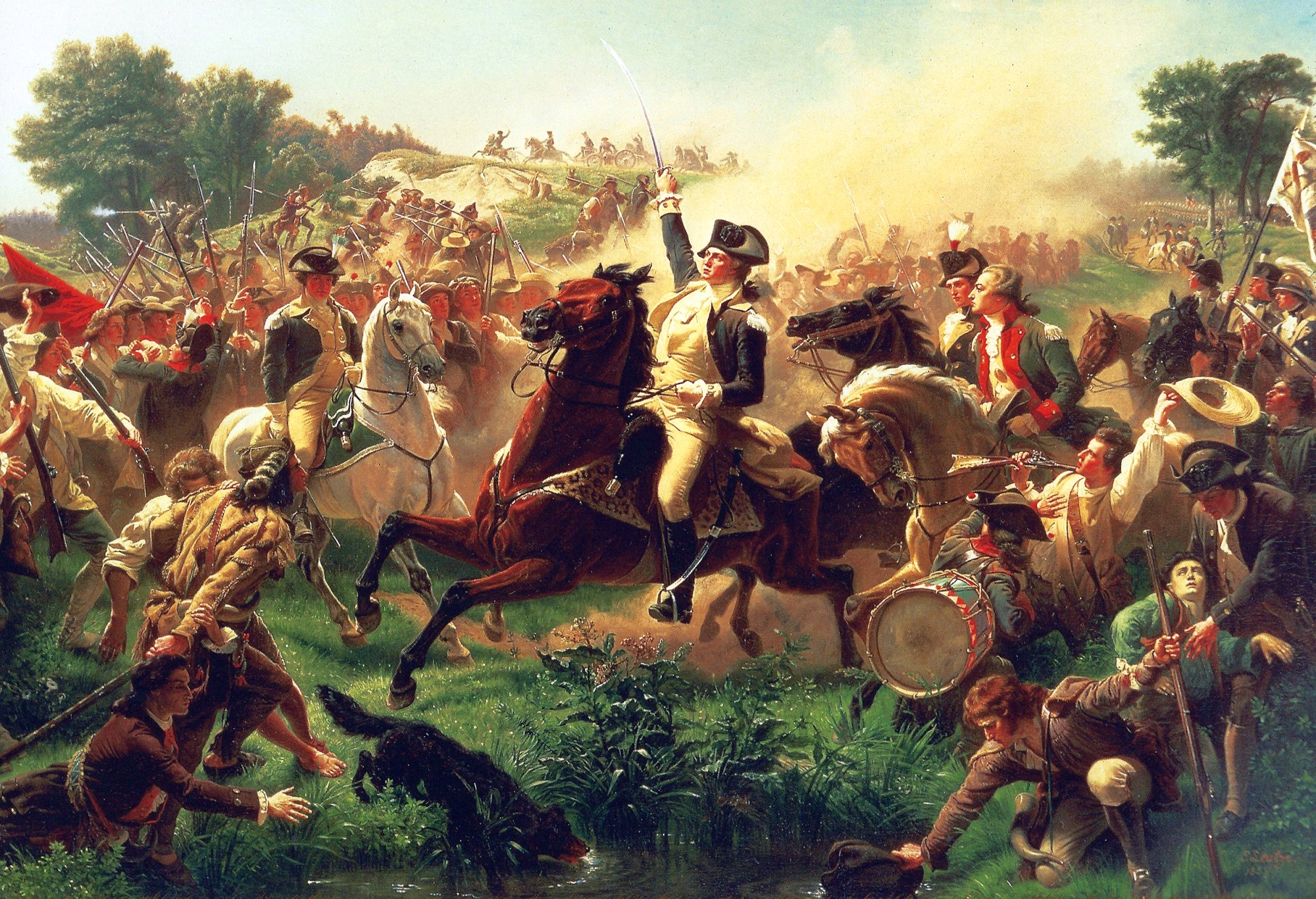
Washington reunint les tropes a Monmouth (c. 1851-1854)
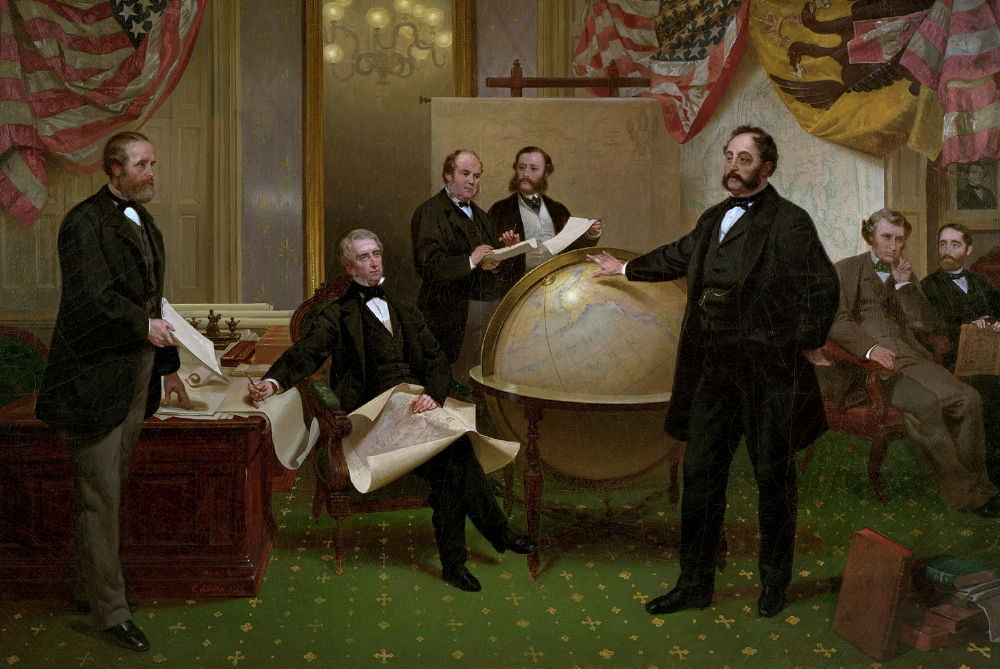
William H. Seward i Eduard de Stoeckl negociant la Compra d'Alaska'' (1867)
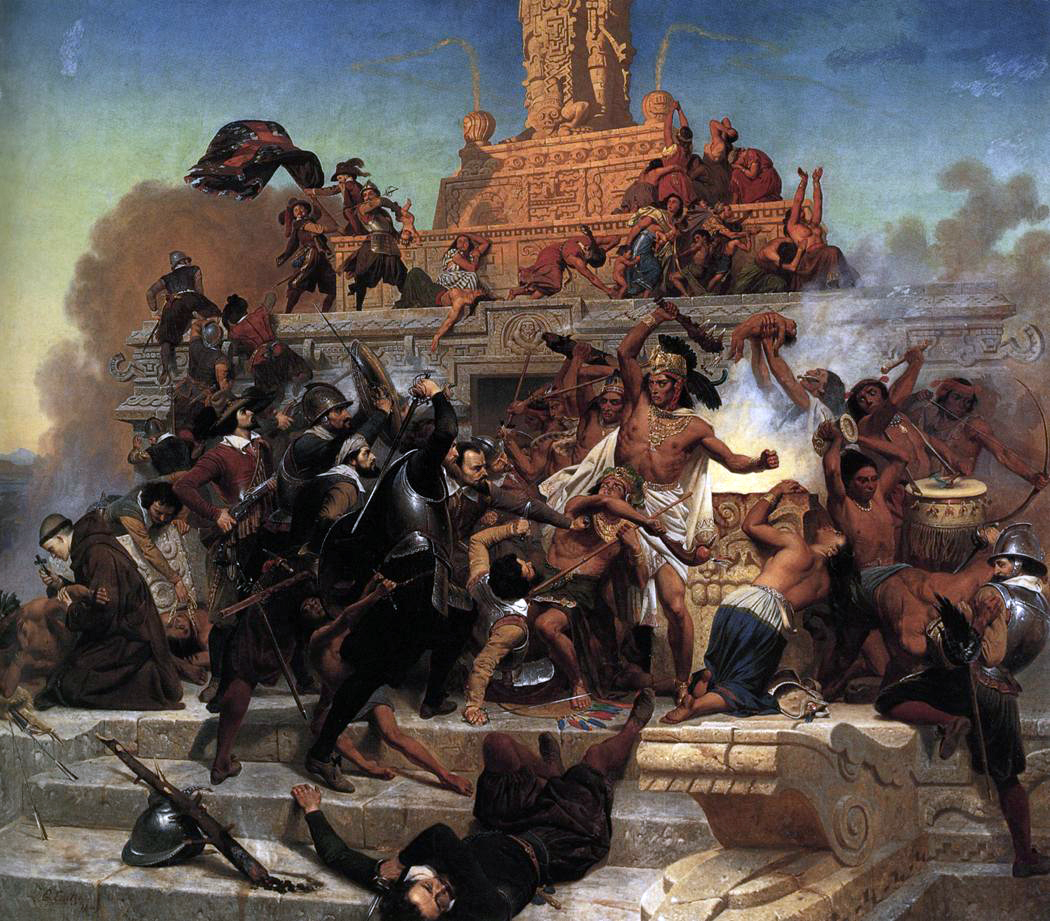
La presa de Teocalli per Cortez i les seves tropes (1848)
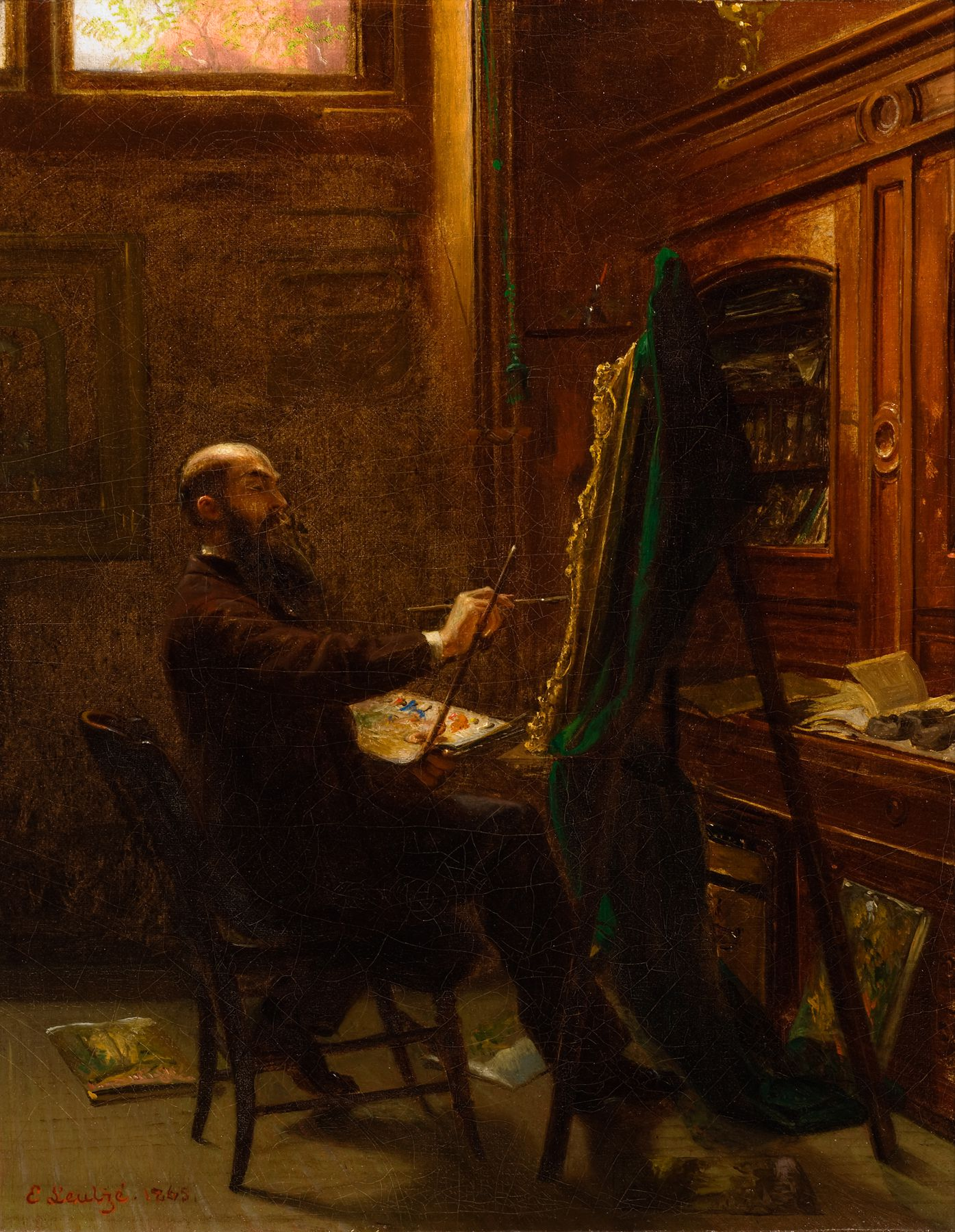
Worthington Whittredge al seu estudi del desè carrer (1865)
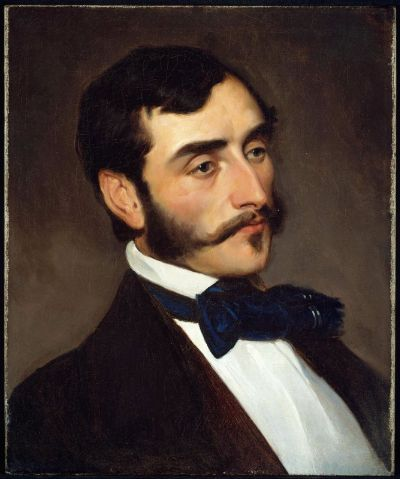
Retrat de William Morris Hunt (ca. 1845)
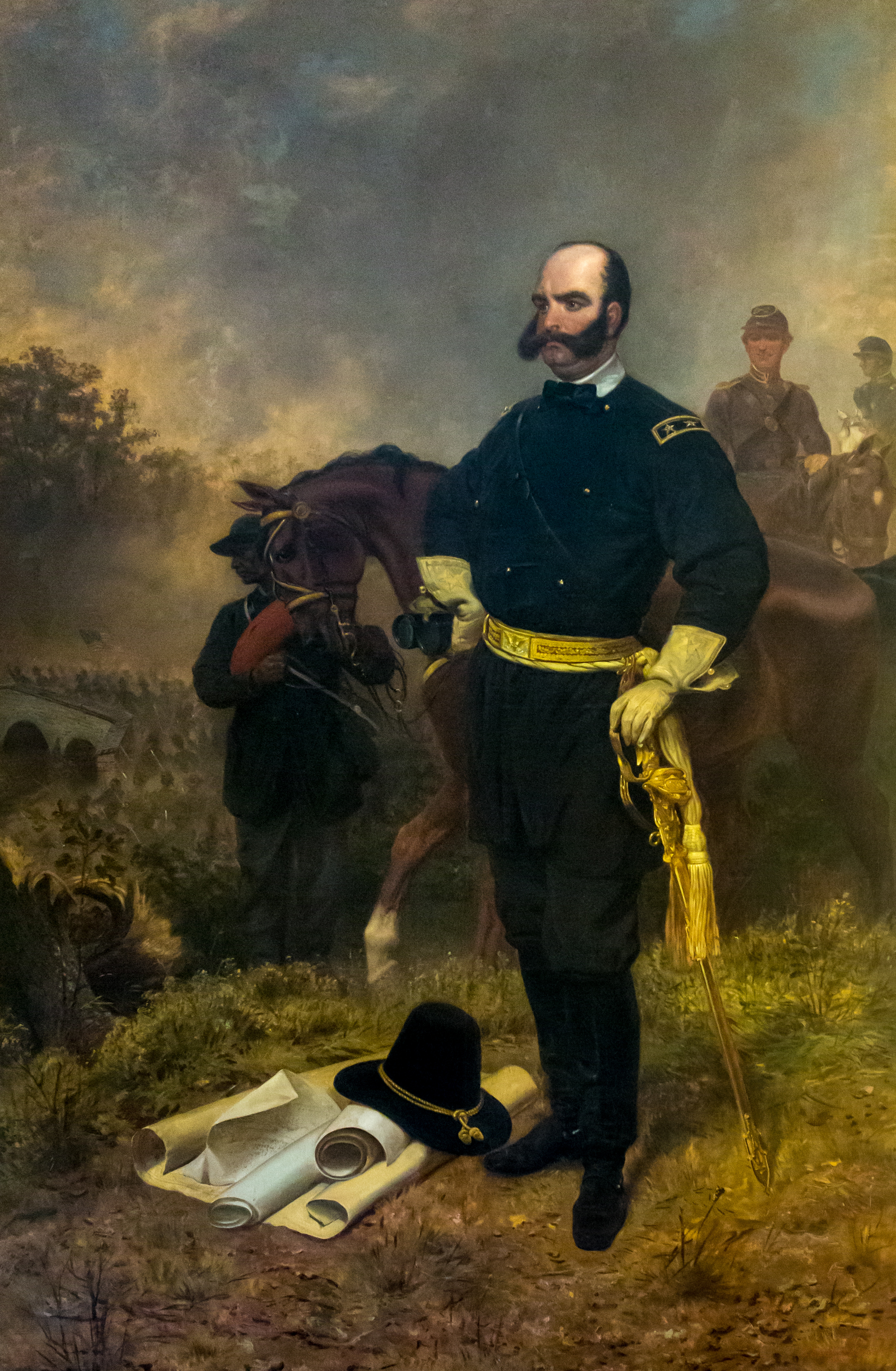
General Ambrose Burnside a Antietam (1863)
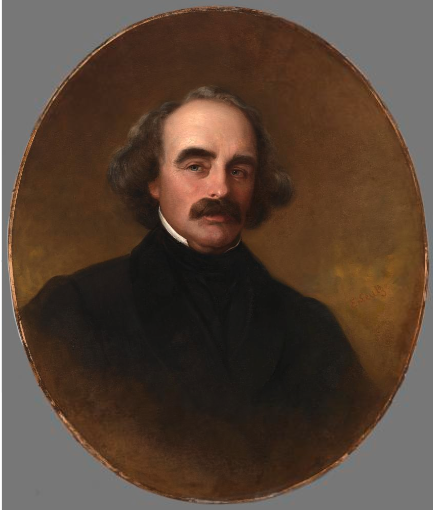
Nathaniel Hawthorne (1862)
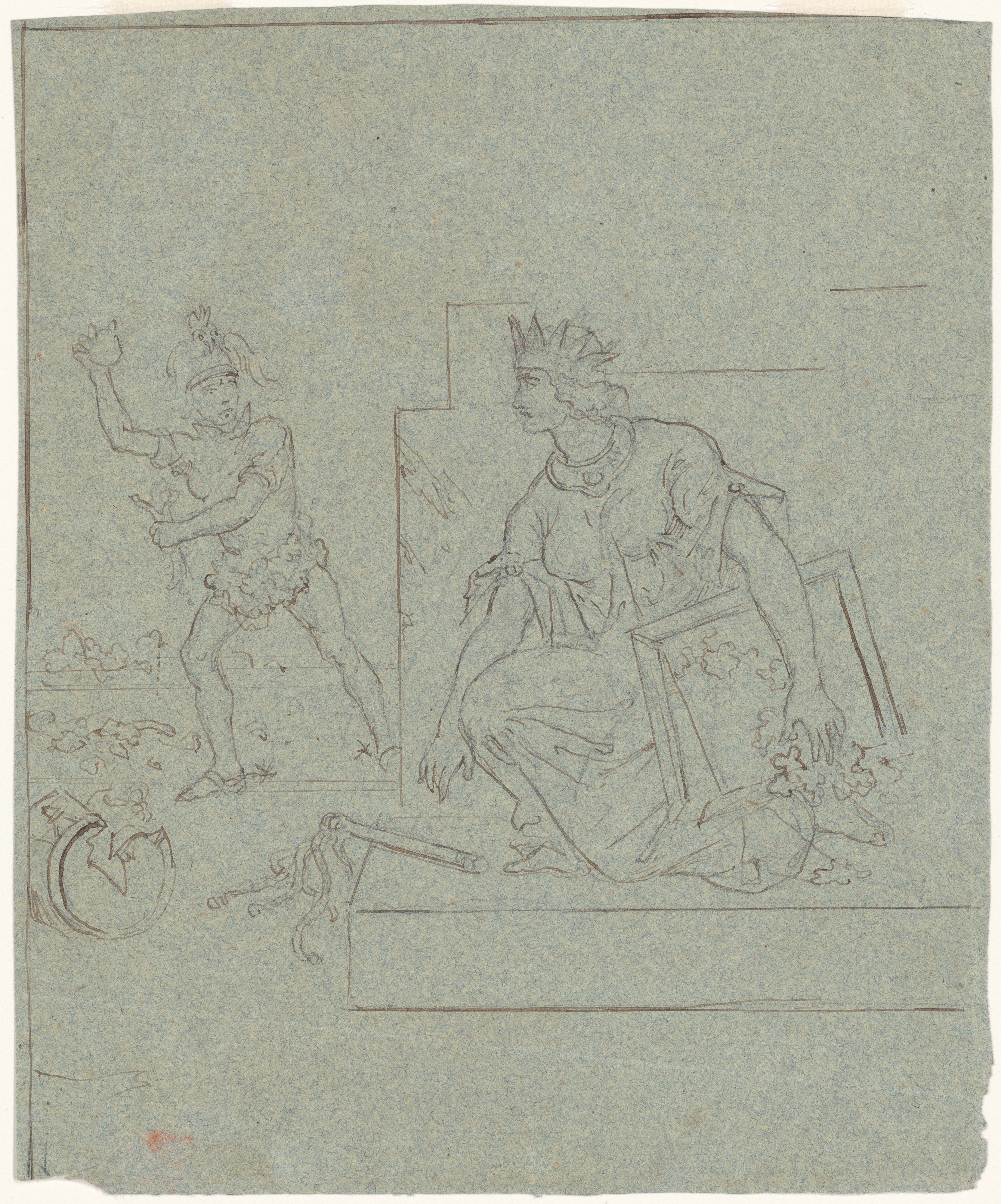
Caricatura política de la Guerra Civil Americana, c. 1860s, National Gallery of Art